# Валерий Кубасов
Вале́рий Никола́евич Куба́сов е бивш съветски космонавт, два пъти Герой на Съветския съюз, Герой на Унгария, извършил три космически полета.

## Биография
Роден е на 7 януари 1935 в гр. Вязники, Владимирска област в семейството на служещи. След завършване на МАИ (1958) е изпратен по разпределене на работа в ОКБ-1 (конструкторското бюро на Корольов) в отдел балистика. През 1966 г. е зачислен в отряда на съветските космонавти.

## Полети в космоса

### Първи полет
От 11 до 16 октомври 1969 г. като бординженер на космическия кораб (КК) „Союз 6“ заедно с Георгий Шонин.
По време на полета за първи път в света са проведени експерименти по извършване на заваръчни работи в космоса на специално разработена апаратура.
Позивна: „Антей-2“. Продължителността на полета: 4 денонощия 22 часа 42 минути 47 секунди.

### Втори полет
От 15 до 21 юли 1975 г. като бординженер на КК „Союз 19“ по програмата ЕПАС, заедно с Алексей Леонов. В хода на полета за първи път е изпълнено скачване в орбита на кораби от различни страни – „Союз 19“ (СССР) и „Аполо“ (САЩ). Позивна: „Союз-2“. Продължителността на полета: 5 денонощия 22 часа 30 минути 51 секунда.

### Трети полет
От 26 май до 3 юни 1980 г. като командир на КК „Союз 36“ по програмата на съветско-унгарската посетителска експедиция на орбиталната станция „Салют-6“, заедно с Берталан Фаркаш (Унгария).
Позивна: „Орион-1“. Продължителност на полета: 7 денонощия 20 часа 45 минути 44 секунди.

## Награди и звания
- 2 пъти герой на Съветския съюз (1969, 1975)
- 3 ордена „Ленин“
- Златен медал „К. Е. Циолковски“ на АН на СССР
- Златен медал „Ю.А. Гагарин“ (FAI)
- Герой на Унгарската Народна Република
- Златен медал „За заслуги в развитието на науката и човечеството“ (Чехословакия)
- Медал „Народна техника“ (Югославия)
- Лауреат на национална премия „За славата на Родината“ в категорията „Слава на Русия“ (2008), учредена от Международната академия за обществени науки и Международната академия по меценатство
- Орден „За славата на Родината“ – II степен (2008)
- Почетен гражданин на градовете Калининград, Калуга, Владимир, Вязники (Русия), Караганда, Аркалик (Казахстан), Ню Йорк, Хюстън, Сан Франциско, Атланта, Нашвил, Солт Лейк Сити (САЩ).
- Кандидат на техническите науки (1968)

## Книги
Има няколко издадени книги – самостоятелно и в съавторство:
- В. Кубасов и А. Дашков, „Междупланетни полети“ (1979);
- В. Кубасов и А. Дашков, „Докосване на космоса“ (1984);
- В. Кубасов и др., „Професионална подготовка на космонавтите“ (1985).